# Onobrychis

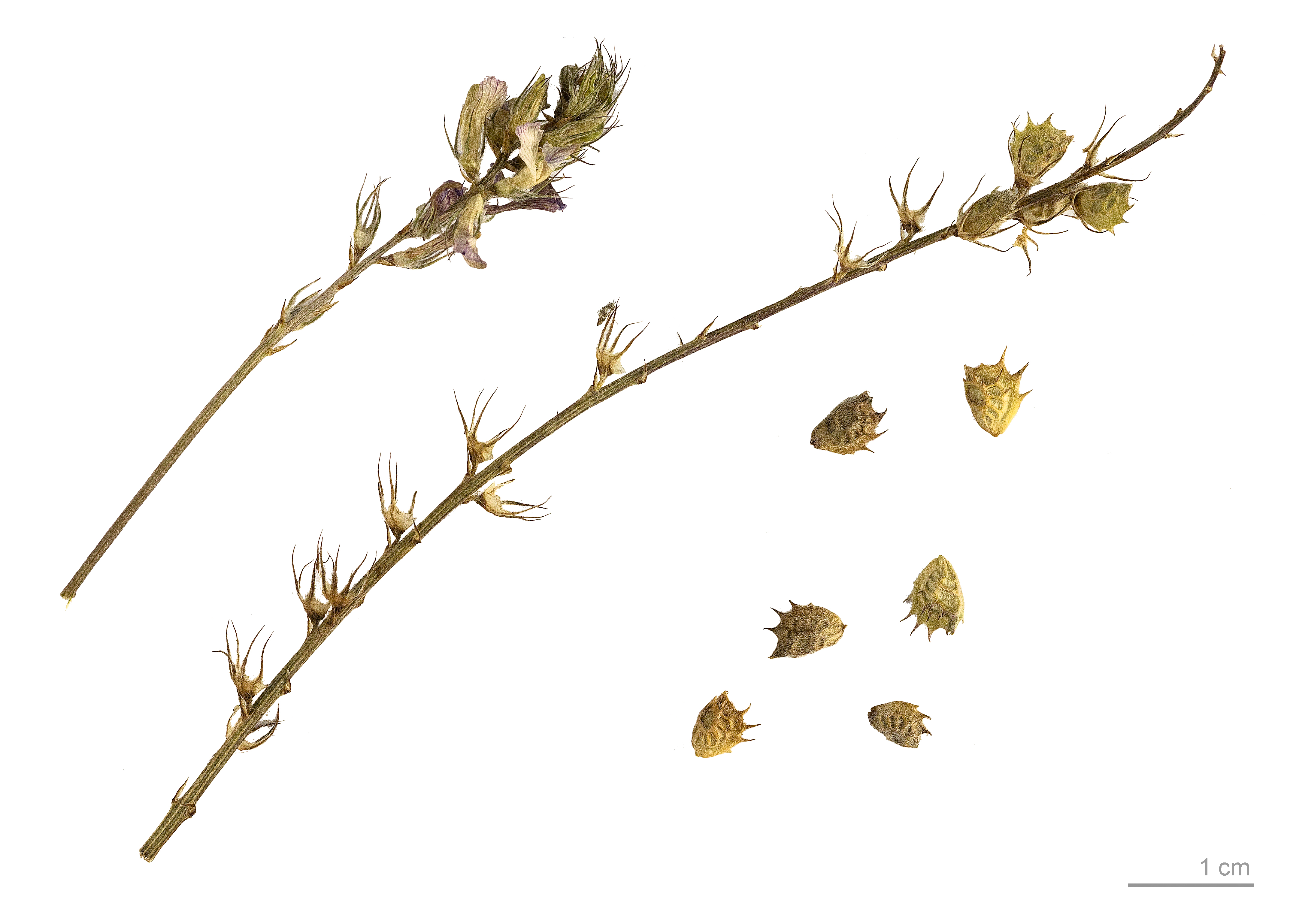
Onobrychis argentea - MHNT

Onobrychis (sanfeno) é um género botânico pertencente à família Fabaceae.